# Belga Légierő

A Belga Légierő zászlaja

A Belga Légierő vagy a Belga Légi Hadtest (hollandul: Luchtcomponent, franciául: Composante air) Belgium haderejének egyik haderőneme.

## Története
A Belga Légierőt 1909-ben alapították a belga hadsereg részeként. Az első világháború kezdetén a légierő négy századból állt, melyeket Farman repülőgépekkel szereltek fel. 1915 márciusában már hat század állt szolgálatban. A háború alatt a légierő Nieuport 10, Nieuport 11, Nieuport 17, Hanriot HD.1, SPAD S.VII, SPAD S.XIII-al és Sopwith Camellel típusú repülőgéppel voltak felszerelve. A második világháború kezdetén a belga légierő három aktív ezreddel rendelkezett. Az állományt Renard R-31 és R-32, a Fiat CR.42 Falco, voltak a Hawker Hurricane, a Gloster Gladiator, a Fairey Fox, és a Fairey Battle repülőgépek tették ki. 1940 májusában a támadó német Luftwaffe megsemmisítette a belga légierő nagy részét. 1940. május 28-án, Belgium kapitulációja után egy kisebb belga repülőcsoportot hoztak létre az Egyesült Királyságban. 1946. október 15-én a Belga Légierő egy különálló erő lett a belga hadseregen belül. A hidegháború vége után, az 1990-es években a kormány jelentősen átszervezte és lecsökkentette a légierő állományát.

## Felépítése
A belga légierő jelenlegi parancsnoka Claude Van de Voorde tábornok, aki 2009. július 23.-án vette át a parancsnoki tisztet, elődje, Gerard van Caelenberghe tábornok 2005 óta volt a légierő parancsnoka.

## Fegyverzete
| Megnevezés                                                        | Mennyiség                                 | Megjegyzés                                                                                                |
| Repülőgépek                                                       | Repülőgépek                               | Repülőgépek                                                                                               |
| ----------------------------------------------------------------- | ----------------------------------------- | --- |

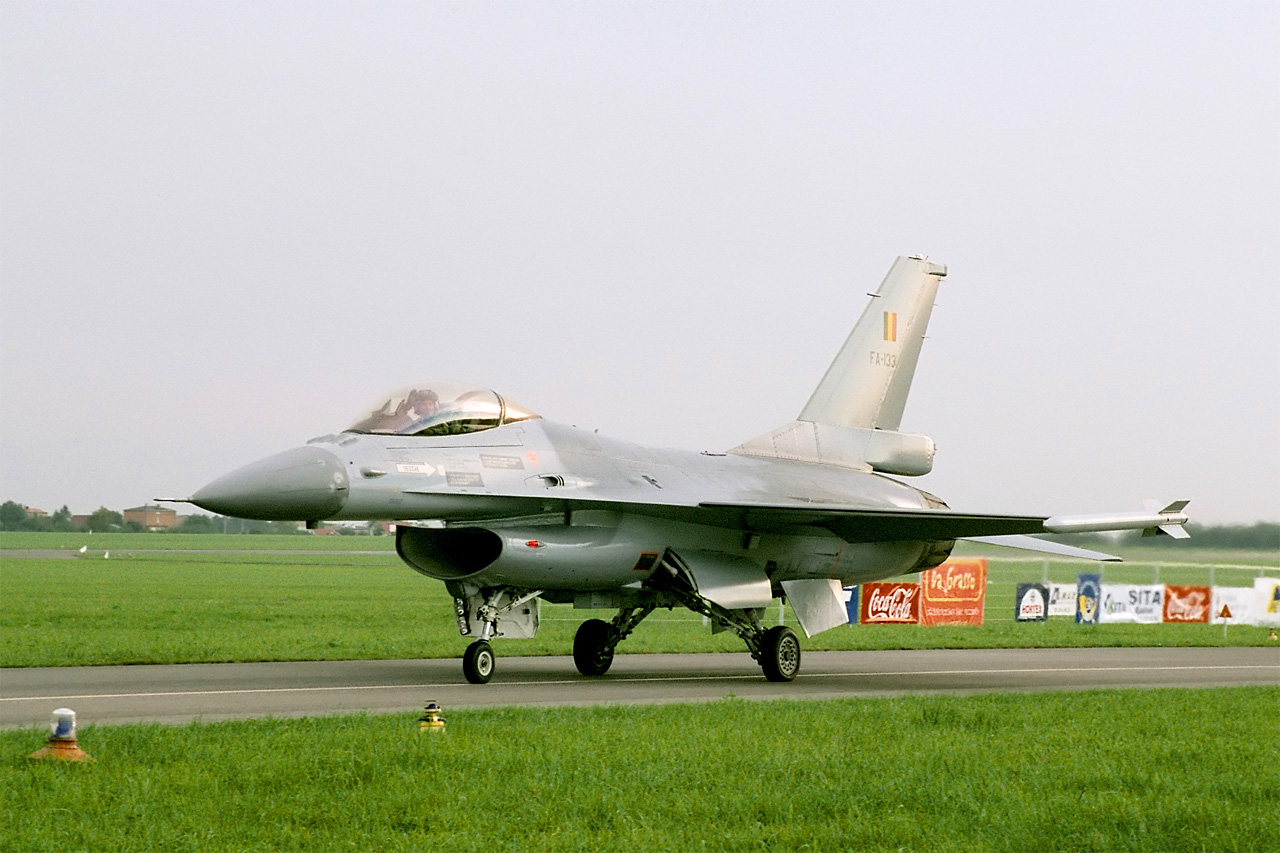
Belga F-16-os

| F-16A/B MLU többfeladatú vadászrepülőgép                          | 69 db                                     | - Ebből 56 darab A és 13 darab B változat. - A repülőgépeket a belga SABCA vállalat készítette licencben. |
| Alpha Jet 1B+ sugárhajtású kiképző repülőgép                      | 29 db                                     | - A repülőgépeket a belga SABCA vállalat készítette licenc alapján.                                       |
| SF.260D/M kiképző repülőgép                                       | 34 db                                     | - Ebből 9 db D és 25 db M változatú.                                                                      |
| Airbus A330-320 szállítórepülőgép                                 | 1 db                                      | - VIP- és utasszállítási feladatokra.                                                                     |
| Airbus A400M közepes szállítórepülőgép                            | 0 db (7 db megrendelve)                   | - Várhatóan 2018-2020 körül kerülnek leszállításra.                                                       |
| Dassault Falcon 20E-5 könnyű szállítórepülőgép                    | 2 db                                      | |
| Dassault Falcon 900B könnyű szállítórepülőgép                     | 1 db                                      | |
| Embraer ERJ135LR könnyű szállítórepülőgép                         | 2 db                                      | |
| Embraer ERJ145LR könnyű szállítórepülőgép                         | 2 db                                      | |
| C–130 Hercules közepes szállítórepülőgép                          | 11 db                                     | |
| Helikopterek                                                      |                                           | |
| AgustaWestland AW109 Trekker könnyű felderítő és harci helikopter | 27 db                                     | - Ebből 15 db AW109A verziójú.                                                                            |
| NHI NH90 szállítóhelikopter                                       | 0 db (8 db megrendelve + 2 darabra opció) | - 4 db NFH és 4 db (+2 db) TTH verziójú. - 2012-től kerülnek leszállításra                                |
| Westland Sea King szállítóhelikopter                              | 9 db                                      | |
| SA 316B Alouette III könnyű helikopter                            | 3 db                                      | - A Belga Tengeri Komponens használja.                                                                    |
| Pilóta nélküli repülőgépek                                        |                                           | |
| RQ-5 Huner pilóta nélküli repülőgép                               | 6 db (2 földi irányító rendszerrel)       | |

## Légibázisok
- Beauvechain Légibázis, Beauvechain
- Chièvres Légibázis, Chièvres (USA légierő)
- Florennes Légibázis, Florennes
- Goetsenhoven Légibázis, Tienen
- Kleine Brogel Légibázis, Kleine-Brogel
- Koksijde Légibázis, Koksijde
- Melsbroek Légibázis, Steenokkerzeel
- Sint-Truiden Légibázis, Sint-Truiden